# Pictures - 40 Years of Hits
Albums de Status Quo
In Search of the Fourth Chord
(2007) Quid Pro Quo
(2011)
Compilations de Status Quo
XS All Aeras - The Greatest Hits
(2004) Quo'ing In - The Best of the Noughties
(2022)
Pictures - 40 Years of Hits est une compilation du groupe de rock anglais, Status Quo. Elle est sortie sous forme de double compact disc  le 10 novembre 2008 sur le label Universal pour fêter le 40e anniversaire de la parution du premier single et du premier album du groupe, en l'occurrence, Pictures of Matchstick Men et Picturesque Matchstickable Messages from the Status Quo.
Elle se classa à la 10e place des charts britanniques et sera certifié disque d'or.

## Liste des titres

### Disc 1
| No  | Titre                         | Auteur                                                   | De l’album                                                    | Durée |
| --- | ----------------------------- | -------------------------------------------------------- | ------------------------------------------------------------- | ----- |
| 1.  | Pictures of Matchstick Men    | Francis Rossi, Bob Young                                 | Picturesque Matchstickable Messages from the Status Quo, 1968 | 3:09  |
| 2.  | Ice in the Sun                | Marty Wilde, Ronnie Scott                                | Picturesque Matchstickable Messages from the Status Quo, 1968 | 2:10  |
| 3.  | Down the Dustpipe             | Carl Groszmann                                           | Non-album single, 1970                                        | 2:02  |
| 4.  | In My Chair                   | Rossi, Bob Young                                         | Non-album single, 1971                                        | 3:13  |
| 5.  | Paper Plane                   | Rossi, Young                                             | Piledriver, 1972                                              | 2:58  |
| 6.  | Mean Girl                     | Rossi, Young                                             | Dog of Two Head, 1971                                         | 3:36  |
| 7.  | Caroline                      | Rossi, Young                                             | Hello!, 1973                                                  | 3:47  |
| 8.  | Break the Rules               | Rossi, Rick Parfitt, Alan Lancaster, John Coghlan, Young | Quo, 1974                                                     | 3:38  |
| 9.  | Down Down                     | Rossi, Young                                             | On the Level, 1975                                            | 3:51  |
| 10. | Roll Over and Lay Down (Live) | Rossi, Parfitt, Lancaster, Coghlan, Young                | Ep Quo Live!, 1975                                            | 5:41  |
| 11. | Rain                          | Parfitt                                                  | Blue for You, 1976                                            | 4:34  |
| 12. | Mystery Song                  | Parfitt, Young                                           | Blue for You, 1976                                            | 3:59  |
| 13. | Wild Side of Life             | Arlie Carter, William Warren                             | Non-album single, 1976                                        | 3:16  |
| 14. | Rockin' All Over the World    | John Fogerty                                             | Rockin' All Over the World, 1977                              | 3:34  |
| 15. | Again and Again               | Parfitt, Andy Bown, Lynton                               | If You Can't Stand the Heat, 1978                             | 3:40  |
| 16. | Whatever You Want             | Parfitt, Bown                                            | Whatever You Want, 1979                                       | 3:48  |
| 17. | Living on an Island           | Parfitt, Young                                           | Whatever You Want, 1979                                       | 3:48  |
| 18. | What You're Proposing         | Rossi, Bernie Frost                                      | Just Supposin', 1980                                          | 3:52  |
| 19. | Lies                          | Rossi, Frost                                             | Just Supposin', 1980                                          | 3:54  |
| 20. | Don't Drive My Car            | Parfitt, Bown                                            | Just Supposin', 1980                                          | 4:13  |

### Disc 2
| No  | Titre                               | Auteur                         | De l’album                             | Durée |
| --- | ----------------------------------- | ------------------------------ | -------------------------------------- | ----- |
| 1.  | Somethin' 'Bout You Baby I Like     | Richard Supa                   | Never Too Late, 1981                   | 2:41  |
| 2.  | Rock'n'Roll                         | Rossi, Frost                   | Just Supposin', 1980                   | 3:52  |
| 3.  | Dear John                           | Jackie McAuley, John Gustafson | 1+9+8+2, 1982                          | 3:13  |
| 4.  | Ol' Rag Blues                       | Lancaster, Lamb                | Bck to Back                            | 2:48  |
| 5.  | A Mess of the Blues                 | Doc Pomus, Mort Shuman         | Back to Back, 1983                     | 3:22  |
| 6.  | Marguerita Time                     | Rossi, Frost                   | Back to Back, 1983                     | 3:22  |
| 7.  | Sans titre                          | Ernie Maresca                  | Non-album single, 1984                 | 3:23  |
| 8.  | Rolling Home                        | John David                     | In the Army Now, 1986                  | 4:00  |
| 9.  | Red Sky                             | John David                     | In the Army Now, 1986                  | 5:10  |
| 10. | In the Army Now                     | Bolland & Bolland              | In the Army Now, 1986                  | 3:42  |
| 11. | Ain't Complaining                   | Parfitt, Pip Williams          | Ain't Complaining, 1988                | 4:00  |
| 12. | Burning Bridges                     | Rossi, Bown                    | Ain't Complaining, 1988                | 3:53  |
| 13. | The Anniversary Walz (Part 1)       | Meddley                        | Rocking All Over the Years, 1990       | 5:34  |
| 14. | I didn't Mean It                    | John David                     | Thirsty Work, 1994                     | 3:24  |
| 15. | Fun, Fun, Fun (With The Beach Boys) | Brian Wilson, Mike Love        | Don't Stop, 1996                       | 3:05  |
| 16. | Jam Side Down                       | Terry Britten, Charlie Dore    | Heavy Traffic                          | 3:30  |
| 17. | You'll Come 'Round                  | Rossi, Young                   | XS All Aeras - The Greatest Hits, 2004 | 3:24  |
| 18. | The Party Ain't Over Yet            | John David                     | The Party Ain't Over Yet, 2005         | 3:53  |
| 19. | Beginning of the End                | Rossi, John Edwards            | In Search of the Fourth Chord, 2007    | 3:18  |
| 20. | It's Christmas Time                 | Parfitt, Wayne Morris          | Pictures - 40 Years of Hits, 2008      | 4:11  |

## Musiciens
- Francis Rossi: guitare solo, chant sur tous les titres
- Rick Parfitt: guitare rythmique, chant sur tous les titres
- Alan Lancaster: basse, chant de 1968 à 1983
- John Coghlan batterie, percussions de 1968 à 1981
- Andy Bown: claviers, guitare depuis 1977
- John Edwards: basse depuis 1986
- Pete Kircher: batterie, percussions de 1981
- Jeff Rich: batterie, percussions de 1986 à 2000
- Matt Letley: batterie, percussions depuis 2002

## Charts et certification

### Album
Charts
| Pays                           | Durée du classement | Meilleur classement | Date            |
| ------------------------------ | ------------------- | ------------------- | --------------- |
| Écosse (Scottish Album Chart)  | 10 semaines         | 10e                 | 9 novembre 2008 |
| Royaume-Uni (UK Albums Chart)/ | 9 semaines          | 8e                  | 9 novembre 2008 |
| Suède (Sverigetopplistan)      | 9 semaines          | 2e                  | 9 janvier 2009  |

Certification
| Pays        | Certification | Ventes    | Date             |
| ----------- | ------------- | --------- | ---------------- |
| Royaume-Uni | Or            | 100 000 + | 21 novembre 2008 |

### Single
| Single              | Chart              | Durée du classement | Position | Date             |
| ------------------- | ------------------ | ------------------- | -------- | ---------------- |
| It's Christmas Time | (UK Singles Chart) | 2 semaines          | 40e      | 14 décembre 2008 |